# ريتشارد وليامز (سائق سباق)
ريتشارد وليامز (بالإنجليزية: Richard Williams)‏ هو سائق سباق بريطاني، ولد في 11 يونيو 1977.